# Kraxasjön
Kraxasjön är en sjö i Hässleholms kommun och Markaryds kommun i Småland och ingår i Lagans huvudavrinningsområde. Sjön har en area på 1,69 kvadratkilometer och ligger 108,9 meter över havet. Vid provfiske har bland annat abborre, braxen, gers och gädda fångats i sjön.

## Delavrinningsområde
Kraxasjön ingår i det delavrinningsområde (625649-136380) som SMHI kallar för Utloppet av Kraxasjön. Medelhöjden är 117 meter över havet och ytan är 18,18 kvadratkilometer. Det finns ett avrinningsområde uppströms, och räknas det in blir den ackumulerade arean 20,94 kvadratkilometer. Vattendraget som avvattnar avrinningsområdet har biflödesordning 3, vilket innebär att vattnet flödar genom totalt 3 vattendrag innan det når havet efter 62 kilometer. Avrinningsområdet består mestadels av skog (54 procent) och sankmarker (30 procent). Avrinningsområdet har 1,76 kvadratkilometer vattenytor vilket ger det en sjöprocent på 9,7 procent.

## Fisk
Vid provfiske har följande fisk fångats i sjön:
- Abborre
- Braxen
- Gärs
- Gädda
- Mört